# Шател Арно
Шател Арно (фр. Chastel-Arnaud) насеље је и општина у источној Француској у региону Рона-Алпи, у департману Дром која припада префектури Ди.
По подацима из 2011. године у општини је живело 45 становника, а густина насељености је износила 3,56 становника/km². Општина се простире на површини од 12,65 km². Налази се на средњој надморској висини од 490 метара (максималној 1.539 m, а минималној 352 m).

## Демографија
| 1962. | 1968. | 1975. | 1982. | 1990. | 1999. | 2005. | 2011. |
| ----- | ----- | ----- | ----- | ----- | ----- | ----- | ----- |
| 12    | 7     | 10    | 13    | 16    | 36    | 50    | 45    |

График промене броја становника у току последњих година